# آلبر لوبرن
آلبر فرانسوا لوبرن (فرانسوی: albɛʁ ləbʁœ̃؛ انگلیسی: ‏Albert François Lebrun؛ زادهٔ ۲۹ اوت ۱۸۷۱ – ۶ مارس ۱۹۵۰) یک سیاستمدار فرانسوی بود که از سال ۱۹۳۲ تا ۱۹۴۰ به عنوان پانزدهمین رئیس‌جمهور فرانسه بود. او آخرین رئیس‌جمهور جمهوری سوم بود. وی همچنین عضو حزب راست میانه ائتلاف دموکراتیک-جمهوری‌خواه بود. پایان ریاست‌جمهوری لوبرن مصادف بود با اشغال فرانسه توسط آلمان نازی.